# وزیر نیروهای مسلح فرانسه
وزیر نیروهای مسلح فرانسه (انگلیسی: Minister of the Armed Forces) رهبر و ارشدترین مقام وزارت نیروهای مسلح فرانسه است که وظیفه اداره نیروهای مسلح فرانسه را برعهده دارد. وزیر نیروهای مسلح فرانسه، سومین مقام غیرنظامی است که پس از رئیس‌جمهور و نخست‌وزیر، بر نیروهای مسلح فرانسه اختیار دارد. بر اساس دولت‌ها، وزیر نیروهای مسلح ممکن است توسط وزیر امور کهنه‌سربازان یاری شوند.
این سمت یکی از مناصب اصلی دولت فرانسه محسوب می‌شود. از ۲۰ مه ۲۰۲۲، وزیر نیروهای مسلح، سباستین لکورنو، چهل و پنجمین نفری است که این سمت را برعهده دارد.